# Blondie Goes Latin
Blondie Goes Latin (Alternativtitel Conga Swing) ist eine US-amerikanische Filmkomödie in schwarz-weiß aus dem Jahr 1941. Regie führte Frank R. Strayer, das Drehbuch schrieben Richard Flournoy und Karen DeWolf nach den gleichnamigen Comics von Chic Young und einer Geschichte von Quinn Martin. Die Hauptrollen spielten Penny Singleton und Arthur Lake. Blondie Goes Latin ist der achte Blondie-Film.

## Handlung
Dagwood Bumstead wurde von seinem Chef Mr. Dithers eingeladen, ihn zusammen mit seiner Frau Blondie, seinem Sohn Baby Dumpling und dem Familienhund Daisy auf einer Schiffsreise nach Südamerika zu begleiten. Kaum hat Dagwood mit seiner Familie das Schiff betreten, erfährt Mr. Dithers, dass ein Immobilienverkauf einen Vertreter in der Firma erfordert. Also schickt er Dagwood zurück. Als der das Schiff verlassen will, stößt er mit einem Lieferanten zusammen und findet sich mit einem Paket, das Schlagzeug enthält, auf dem Schiff wieder, woraufhin er vom Kapitän zu Hal Trents Big Band geschickt wird. Da der Schlagzeuger der für diese Fahrt verpflichteten Band kurzfristig gekündigt hat, wird Dagwood kurzerhand als Nachfolger verpflichtet. Trotzdem versucht Dagwood weiterhin, das Schiff zu verlassen, muss aber erkennen, dass es schon lange abgelegt hat. Lovey Nelson, die Sängerin, folgt ihm und erfährt so von seiner Lage.
Der Sänger Manuel Rodríguez sucht inzwischen Kontakt zu Mr. Dithers und damit auch zu Blondie. Er vertritt eine Firma, die für das Haus, dessen Verkauf Dagwood regeln soll, mehr bietet. Unterstützt von Lovey, versucht Dagwood dagegen,  sich vor Dithers und Blondie zu verstecken. Seine Ungeschicklichkeit führt dabei aber zu Komplikationen, weil er unversehens erst auf Blondie und später auf Dithers trifft. Beide fallen in dieser Situation aber in Ohnmacht und vergessen, dass sie Dagwood gesehen haben. Lovey, in deren Kabine er sich daraufhin versteckt, sucht dagegen weiterhin nach einer Möglichkeit, ihn unerkannt am Schlagzeug auftreten zu lassen. Ihre Idee: Dagwood soll sich als Frau verkleiden, und das möglichst sofort, da der Auftritt unmittelbar bevorsteht. Das Sandwich, das er sich gemacht hatte, gibt sie einem Stewart. Als Blondie dieses Sandwich sieht, fragt sie den Stewart, wo er es herhat. So findet sie Dagwood halb bekleidet in Loveys Kabine vor.
Blondie verlässt weinend den Raum, während Lovey den ebenfalls weinenden Dagwood auf die Bühne zerrt. Dort kann Dagwood nicht überzeugen, weil er immer wieder ein Taschentuch benötigt. Blondie, die mit Rodríguez zu Abend isst, braucht trotzdem eine Weile, bis sie in der Frau am Schlagzeug ihren Mann erkennt. Daraufhin bittet sie Rodríguez darum, so zu tun, als wären ineinander verliebt. Dies führt zu einer Tanzvorführung. Danach verlassen die beiden den Saal. Dagwood will ihnen folgen, doch Lovey hält ihn zurück und folgt den beiden, um die Sache zu regeln. In der Zwischenzeit kommt Baby Dumpling in den Saal und zeigt Mr. Dithers, wo er Dagwood finden kann. Nach einer Verfolgungsjagd durch das Schiff versöhnen sich Blondie und Dagwood, und auch Mr. Dithers ist zufrieden, da er mittlerweile das Haus für einen besseren Preis verkauft hat als geplant.
Running Gag mit dem Briefträger Mr. Crumb
Der vorsichtige Briefträger beobachtet aus seiner Deckung heraus, wie ein Taxi vor dem Haus hält und ein paar Gepäckstücke von Dagwood aufnimmt. Während er versucht, den zweifelnden Taxifahrer vor Dagwood zu warnen, eilt dieser zum Taxi und rennt ihn dabei um. Da Dagwood sich einmal um den Briefträger kümmert, nimmt dieser Anlauf, rennt aber am verblüfften Dagwood vorbei in das Taxi, das er dabei umwirft.

## Hintergrund
In Blondie Goes Latin traten Irving Bacon als Briefträger und Eddie Acuff als Taxifahrer gemeinsam in dem Running Gag um den Briefträger auf. Nach Bacons Ausscheiden aus der Serie übernahm Acuff die Rolle des Briefträgers.
Blondie Goes Latin wurde vom 5. November bis zum 12. Dezember 1940 von Columbia produziert. Dabei kam es wegen einer Grippewelle in Hollywood zu Verzögerungen. Zuerst erkrankte Frank R. Strayer und wurde durch den Produzenten Robert Sparks vertreten. Kurz darauf fiel erst Penny Singleton, dann Larry Simms und schließlich auch Robert Sparks aus, woraufhin das Set geschlossen wurde.
Für das Szenenbild waren Lionel Banks und Jerome Pycha verantwortlich.
Die Welturaufführung von Blondie Goes Latin war am 27. Februar 1941. Columbia übernahm auch den Vertrieb des Films. Über eine Aufführung im deutschsprachigen Raum ist nichts bekannt.

### Musik
In Blondie Goes Latin werden mehrere von Bob Wright und Chet Forrest geschriebene Lieder gespielt. Dies sind:
- You Don’t Play a Drum, You Beat It, gesungen von Ruth Terry, mit Arthur Lake am Schlagzeug
- I Hate Music Lessons, gesungen von Janet Burston und Larry Simms, gespielt von Janet Burston am Klavier
- Querida, zunächst auf Portugiesisch gesungen von Tito Guízar, später auf Englisch von Tito Guízar und Penny Singleton, sowie noch später von Penny Singleton allein
- You Can’t Cry on My Shoulder, gesungen von Ruth Terry
- Brazilian Cotillion, gesungen von Tito Guízar und Penny Singleton

Alle Lieder mit Ausnahme von I Hate Music Lessons wurden von Kirby Grant und seinem Orchester gespielt.
Zudem wird Solteiro a melhor, geschrieben von Ruben Soares und Felisberto Silva, von Tito Guízar gesungen und von Kirby Grant und seinem Orchester gespielt.

## Kritiken

### Zeitgenössische Kritiken
Blondie Goes Latin erhielt gemischte Reviews. Manche Kritiker werteten den Film als den bis dahin besten der Serie, auch wenn Thomas M. Pryor in der New York Times einschränken feststellte, dass es offensichtlich nicht die Komödie sei, auf die der Broadway warte. Andere erwarteten eine Enttäuschung für die Zuschauer. Grund dafür sei die Entscheidung, dem Film Musicalelemente zu geben. Dies wurde kritisiert, weil das übliche Schema der Serie verlassen werde und dadurch eine eigenartige Mischung entstehe, die mehr Zuschauer abstoßen als anziehen werde, andererseits aber auch begrüßt, weil die Musik den Film aus der Mittelmäßigkeit des eingespielten Schemas hebe und der Serie einen neuen Impuls gebe. Die Geschichte sei zwar dünn und possenhaft, aber auch amüsant und bringe das Publikum dazu, das Kino mit einem Lächeln zu verlassen.
Positiv, aber auch mit Überraschung werden die Gesang- und Tanzeinlagen von Penny Singleton und Arthur Lakes Auftritt am Schlagzeug bewertet. Gelobt werden auch Larry Simms und der Hund, es wird aber auch bedauert, dass die beiden weniger zu sehen seien als sonst.

### Moderne Kritiken
Gene Blottner fand Blondie Goes Latin großartig und empfiehlt ihn besonders, Leonard Maltin bezeichnete den Film als Albernheit und wies auf Kirby Grant hin. Er gab 2½ von 4 Punkten. Der Kritiker von At-A-Glance meinte, dass der musikalische Aspekt in der Serie glücklicherweise nicht weiter verfolgt wurde, auch wenn sie in dieser Folge eine willkommene Abwechslung darstelle. Zudem wies er auf den gemeinsamen Auftritt von Irving Bacon und Eddie Acuff in der Briefträgerszene hin.